# Moropus
Moropus (ou “pé lento”) é um mamífero extinto, pertencente à família Chalicotheriidae, ordem Perissodactyla (“cascos ímpares”), que incluem o cavalo, o rinoceronte, e a anta modernos. Viveram principalmente durante o Mioceno.
Como outros calicotérios, diferiram de seus parentes modernos por terem garras grandes, em vez de cascos, nos membros dianteiros; estas garras podem ter sido usadas para a defesa ou escavar o alimento. Os animais do gênero Moropus podiam atingir aproximadamente 2,5 m de altura no ombro.
Os fósseis do Moropus foram encontrados na América do Norte.